# Vasindux
A Vaszkuláris Indukciófluxus Terápia (röviden Vasindux) egy alternatív gyógyászati eljárás a modern komplementermedicina és adjuváns eljárások területén, amely az elektromágneses tér feltételezett hatására épül és a hullámtan törvényeiből ismert rezonancia elvén működik, oly módon, hogy az indukciófluxus erőteret vivőközegként használva jeleníti meg a számos komplementer eljárás által alkalmazott frekvenciákat.
Az eljárás a komplementermedicinában valamint a távol-keleti gyógyászatban már több évtizede vagy több évszázada alkalmazott technológiák egyesítésével jött létre a 2010-es évek közepén, Kelet-Közép-Európában. A közvélemény és a régebben végzett orvosok sok esetben elutasítóak a komplementer medicina tekintetében, de mára már a gyógyászati szemléletek változásával számos orvosi egyetemen külön komplementer medicina tanszéket is üzemeltet.
Az eljárás ezzel a szemlélettel egyesíti a már konvencionális orvoslásban is alkalmazott PEMF technológiát, az alternatív és ősi hagyományokon alapuló, de a konvencionális orvoslás által sok esetben kétkedve fogadott eljárásokkal, mint például a csakra terápiák, a biorezonancia és a meditációs technikák támogatására optimalizált alfa és theta frekvenciákkal.

## Az eljárás elvi háttere
Az eljárás a hagyományos és az alternatív gyógyászati ágak ötvözéseként jött létre. Azon a feltételezésen alapul, hogy az emberi test és a nagyfrekvenciás elektromágneses tér közötti kölcsönhatás gyógyászati célokra alkalmazható. Az Indukciófluxus eljárás elvi háttere megegyezik a PEMF (pulzált elektromágnesestér-terápia, angolul pulsed electromagnetic field therapy) eljárások elvi hátterével, melyek számos estben alkalmaznak a konvencionális gyógyászati eljárások kiegészítésére, támogatására. Bár számos publikáció jelent meg már hivatalos szakmai fórumokon, az eljárással kapcsolatban mégis megoszlanak a vélemények.

### Mágneses indukció
A mágneses indukció fluxusával jellemezhetjük a mágneses tér erősségét, azaz azt, hogy mekkora erővel hat a mezőben mozgó töltött részecskékre. Mértékegysége a Tesla (T) és az egységterületű felületen merőlegesen áthaladó indukcióvonalak számával arányos. Azaz, minél több indukcióvonal halad át az adott területen, annál erősebb a létrehozott mágneses tér. 
A mágneses térrel történő terápiás kezelések esetében ennek értéke általában 0,1 mT – 20 mT közé esik.

### Feltételezett hatásmechanizmusa
A Vasculáris Indukciófluxus Terápia elve azon a nézeten alapul, hogy az ember test, lélek és szellem egységének tekinthető, és hogy a pulzált elektromágneses térrel a szervezet úgynevezett biorezonanciái befolyásolhatók. Az eljárás arra törekszik, hogy a test szövetein áthaladó elektromágneses erőtér segatségével állítsa helyre a szervek természetes és megfelelő rezgéseit a biorezonancia elméletnek megfelelően.
Az eljárást úgynevezett a csakraterápiák esetében is alkalmazzák, ahol az bizonyos alkalmazott frekvenciákat jelenít meg[pontosabban?]. Alkalmazói szerint a módszer a Tibeti hangtálterápiák analógiájára működik azzal a különbséggel, hogy előbbi esetén a gyógyhatásúnak vélt frekvenciák, elektromágnesesen, utóbbi esetén pedig hang formájában jelennek meg. 
Az eljárás a meditációs technikák támogatására alkalmazza az alfa- és ThetaHealing alternatív gyógyászati módszerben alkalmazott theta-frekvenciákat. Ennek az a célja, hogy a módszerben megjelenített és az alkalmazott biológiai frekvenciákra hangolt közegben[pontosabban?] az alany hamarabb és könnyebben tudjon rátalálni a meditációs gyakorlatok által megkívánt állapotra, agyhullámokra. A meditációs technikák alkalmasak lehetnek a stressz által okozott szimptómák és a depresszió adjuváns kezelésére, azonban nem ismert, hogy ebben a Vasindux eljárásnak van-e szerepe.

## További információ
- - Bagdy E. – Relaxáció, megnyugvás, belső béke: [könyv és hangoskönyv 4 3 relaxációs gyakorlattal]
  - Kardos G. – Komplementer és alternatív orvoslás. Hírvivő.17(1):13–5.
  - Dr. Czöndör Katalin  – Természetgyógyászati módszerekre épülő modern terápiák  c. könyve
  - Agyhullámok. Theta Healing® – Nyiri Helga http://hetediksik.hu/agyhullamok/
  - Alpha Brain Waves Boost Creativity and Reduce Depression Psychology Today
  - Fonyó A. –  Az orvosi élettan tankönyve http://link.oszk.hu/libriurl.php?LN=hu&DB=any&SRY=an&SR E=000001056036
  - Dr. Tamási J. – Természetgyógyászati alapismeretek: tananyag középfokú természetgyógyászati vizsgára készülőknek http://link.oszk.hu/libriurl.php?LN=hu&DB=any&SRY=an&SR E=000003624652
  - Dr. Hegyi Gabriella PhD. – Bevezetés a Magnetoterápia elméletébe és gyakorlatába c. könyve